# Žďár (Jindřichův Hradec)
Žďár é uma comuna checa localizada na região da Boêmia do Sul, distrito de Jindřichův Hradec.